# Большой Чекчебонай
Большо́й Чекчебона́й — щитовидный вулкан на полуострове Камчатка, расположенный на западном склоне Срединного хребта. 
Вулканическая постройка представляет собой разрушенный щитообразный вулканический массив диаметром около 12 километров, имеющий подковообразную форму. По некоторым предположениям вулкан является древней разрушенной кальдерой. Вулкан сложен нижнеплейстоценовыми базальтами..
Вулкан расположен в истоках реки Тигиль. К северо-востоку от него находится вулкан Малый Чекчебонай, с которым он сливается основанием.